# Terra X History
Terra X History (bis 2023 ZDF-History) ist eine wöchentliche Fernsehsendung, die seit dem 29. Oktober 2000 am späten Sonntagabend im ZDF ausgestrahlt wird. Schwerpunkte der Sendung sind Zeitgeschichte und Geschichte. Prägender Moderator der Sendung war Guido Knopp, der ehemalige Leiter der ZDF-Redaktion Zeitgeschichte, der die Reihe gemeinsam mit Annette Tewes leitete. Am 3. Februar 2013 hat Guido Knopp mit dem Beitrag „Goodbye Guido Knopp – 30 Jahre Zeitgeschichte“ zum letzten Mal ZDF-History moderiert.
Laut ZDF kosten die meist 45-minütigen Produktionen im Durchschnitt rund 65.000 Euro.

## Entwicklung
Von einer anfänglichen Länge von 30 Minuten wurde das Magazin im Jahr 2003 auf die heutige Dauer von 45 Minuten erweitert. Seit Sendebeginn unterhält Terra X History eine Kooperation mit dem amerikanischen History Channel. Die Sendungen werden inzwischen regelmäßig auf 3sat, ZDFinfo und Phoenix wiederholt.
Alle Wissenschaftssendungen für ZDF und 3sat werden seit April 2017 in der Programmdirektion von der Hauptredaktion Geschichte und Wissenschaft produziert. Terra X History gehört zur Redaktion „Zeitgeschichte“, die von Stefan Brauburger geleitet wird. Die Leitung des Bereichs Terra X History innerhalb der Redaktion hat seit 2017 Michael Renz inne.
Bis zum 26. Februar 2023 wurde das Format unter dem Namen ZDF-History geführt. Seit März 2023 ist es Teil der Markenwelt von Terra X.

## Themen und Darstellungsweise
Das Themenspektrum reicht von politischer Geschichte mit einem Schwerpunkt in der Zeitgeschichte (insbesondere Zeit des Nationalsozialismus und Nachkriegsgeschichte in Ost- und Westdeutschland) über kulturgeschichtliche Themen („Die größten Lügen der Geschichte“, „Mythos Lili Marleen“) bis zur Gesellschaftsgeschichte („Die Deutschen im 20. Jahrhundert“, „Hello Fräulein – Verbotene Liebe zwischen Siegern und Besiegten“, „Die großen Kriminalfälle“). Im Jahr 2008 produzierte das Magazin in Kooperation mit der BBC eine Dokumentation, die sich mit dem Einsturz von World Trade Center 7 am 11. September 2001 auseinandersetzt. Daneben befasst sich die Sendung mit dem Altertum („Die Pyramiden von Gizeh“) und der Suche nach bekannten Mythen und Legenden („Mythos Atlantis“). Die Sendung „Rassismus – Die Geschichte eines Wahns“ (veröffentlicht am 8. Mai 2020) war eine Besonderheit, da der Autor Marius Jung gleichzeitig auch Betroffener ist.
Die Herangehensweise ist schwerpunktmäßig ereignis- und personengeschichtlich orientiert, wobei verstärkt auch struktur- und mentalitätsgeschichtliche Aspekte Eingang finden.